# Штайнер, Удо
Удо Штайнер (нем. Udo Steiner; Пустой шаблон {{ВД-Преамбула}} ) — немецкий юрист и педагог, судья Конституционного суда Германии (1995—2007).

## Биография
Родился 16 сентября 1939 года в Байройте, Бавария, Германия.
В 1965 году Штайнер защитил докторскую диссертацию на тему «конституционное правотворчество и конституционная власть народа». Спустя некоторое время он вновь защитил докторскую диссертацию на тему «соотношение государственного управления с частным». В 1973 году он был назначен профессором публичного права в Университете Эрлангена — Нюрнберга, а с 1976 года являлся деканом юридического факультета Билефельдского университета.
В октябре 1995 года он был назначен судьёй Конституционного суда Германии, пробыв на этом посту до октября 2007 года. В 2008 году он был назначен уполномоченным компании Deutsche Bahn по делам жертв железнодорожных происшествий.